# Горличка-інка бразильська
Горличка-інка бразильська (Columbina squammata) — вид голубоподібних птахів родини голубових (Columbidae). Мешкає в Південній Америці.

## Опис

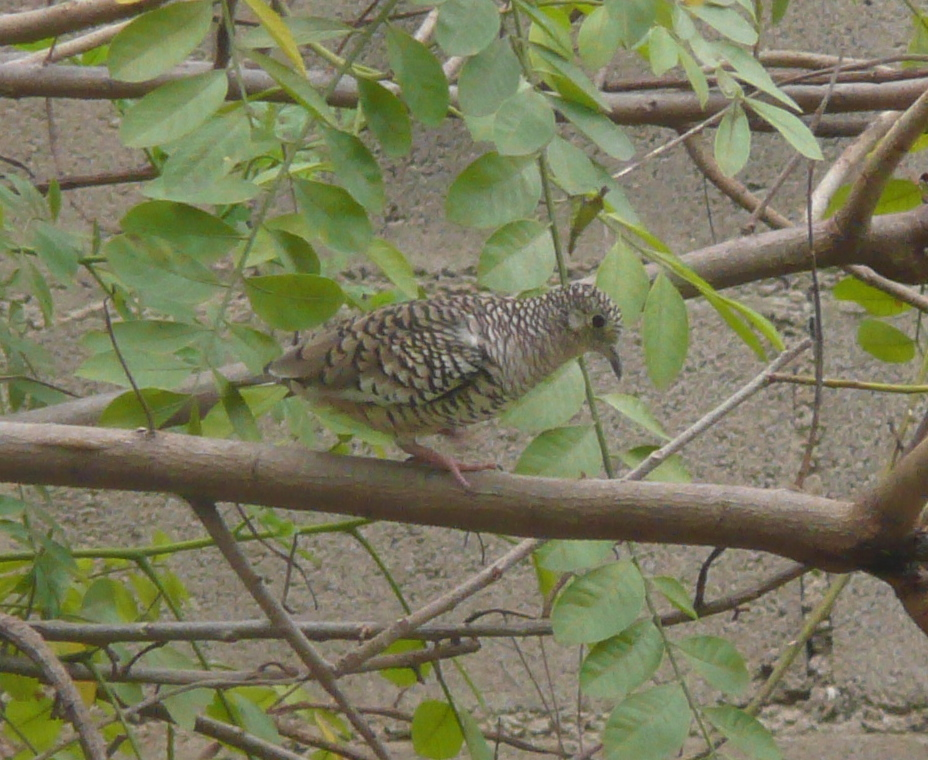
Бразильська горличка-інка (Кагуа, штат Арагуа, Венесуела)

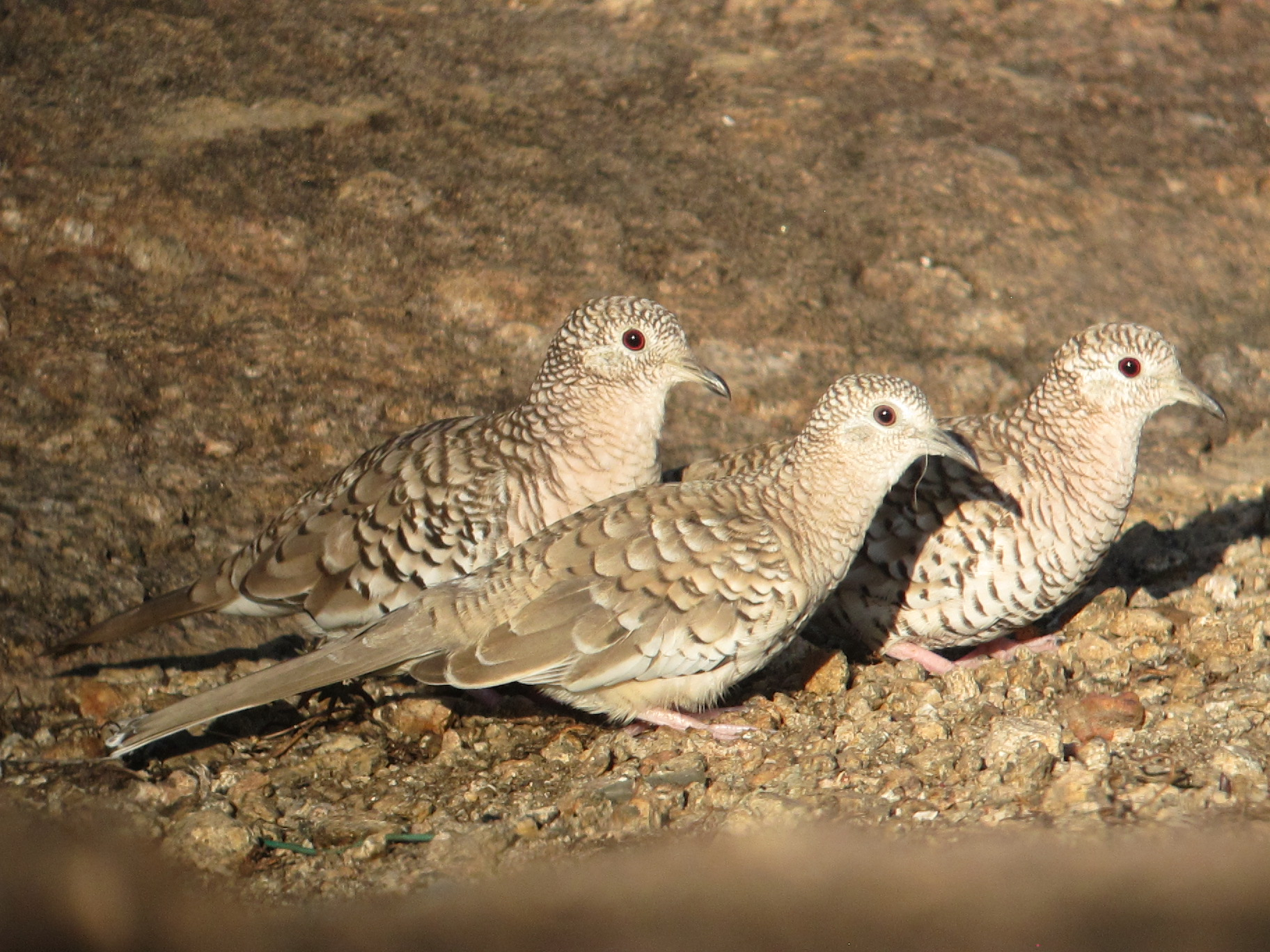
Бразильські горлички-інки (Пуерто-Карреньйо, Вічада, Колумбія)

Довжина птаха становить 18-22 см, вага 48-60 г. Верхня частина тіла сірувато-коричнева, обличчя і груди рожевувато-сірі, горло біле. Пера на тілі мають темні краї, що формсують лускоподібний візерунок, який відсутній лише на горлі і на нижніх покривних перах хвоста. Кінчики покривних пер білі, формують на крилах помітну білу пляму. Хвіст темний, довгий і східчастий, кінчики стернових пер білі, особливо помітні в польоті. Очі темні, дзьоб сірий, лапи рожеві. Виду не притаманний статевий диморфізм. У представників підвиду C. s. ridgwayi кінчики пер на тілі більш чорні, через що лускоподібний візерунок більш виражений.

## Підвиди
Виділяють два підвиди:
- C. s. ridgwayi (Richmond, 1896) — Колумбія, Венесуели, острови Маргарита і Тринідад;
- C. s. squammata (Lesson, RP, 1831) — східна Бразилія (від півдня Пари до півночі Ріу-Гранді-ду-Сул), крайній схід Болівії, Парагвай, північний схід Аргентини (Місьйонес).

## Поширення і екологія
Бразильські горлички-інки мешкають в Колумбії, Венесуелі, Бразилії, Болівії, Парагваї, Аргентині і на Тринідаді і Тобаго. Вони живуть на луках, в саванах, місцями порослих деревами і чагарниками, на узліссях тропічних лісів, на плантаціях, в парках і садах. Зустрічаються парами або невеликими зграйками, на висоті до 1200 м над рівнем моря. Уникають густих вологих тропічних лісів. 
Бразильські горлички-інки ведуть переважно наземний спосіб життя. Більшу частину часу вони проводять на землі, де шукають насіння і дрібних безхребетних, зокрема равликів. Також птахи живляться деякими плодами, зокрема Trema micrantha. Початок сезону розмноження у бразильських горличок-інків різниться в залежності від регіону. В колумбії гніздування відбувається з березня по серпень, у Венесуелі з вересня по жовтень, в Бразилії протягом всього року, переважно з вересня по листопад. Гніздо чашоподібне, розміщується низько в чагарниках, на висоті 1-2 м над землею, іноді на землі. В кладці 2 білих яйця. Інкубаційний період триває 13-14 днів. Пташенята покидають гніздо через 12-15 днів після вилуплення. За сезон може вилупитися два виводки.